# 楊亨燮
楊 亨燮（ヤン・ヒョンソプ、1925年10月1日 - 2022年5月13日）は、朝鮮民主主義人民共和国（北朝鮮）の政治家。朝鮮労働党中央委員会政治局員。前最高人民会議常任委員会副委員長。妻の金信淑は金日成のいとこである。（姉は金貞淑)

## 経歴
1925年10月1日、咸鏡南道咸興市生まれ。金日成総合大学卒業後、モスクワ大学に留学。1961年10月に中央党学校校長。 1962年10月から最高人民会議代議員を務める。1977年には一時的に失脚するが、後に復活し、1979年10月に祖国統一民主主義戦線議長を務める。1980年10月に朝鮮社会科学院の院長を務める。1984年4月に最高人民会議常設会議議長を務める。1984年2月に祖国平和統一委員会副委員長を務める。1993年12月に朝鮮労働党の政治局員候補。1998年9月に最高人民会議常任委員会副委員長を務める。2009年8月にビル・クリントン元アメリカ大統領が訪朝した際に平壌国際空港で出迎えた。2010年9月28日の第3回党代表者会および中央委員会総会で党中央委員会政治局員に選出された。2016年5月の朝鮮労働党第7次大会終了時点での党内序列は14位。
2019年3月の最高人民会議第14期代議員選挙で再選されたが、同年4月に最高人民会議常任委員会副委員長を退任。
2022年5月13日、脳梗塞で死去。享年96歳。